# Bất đồng chính kiến

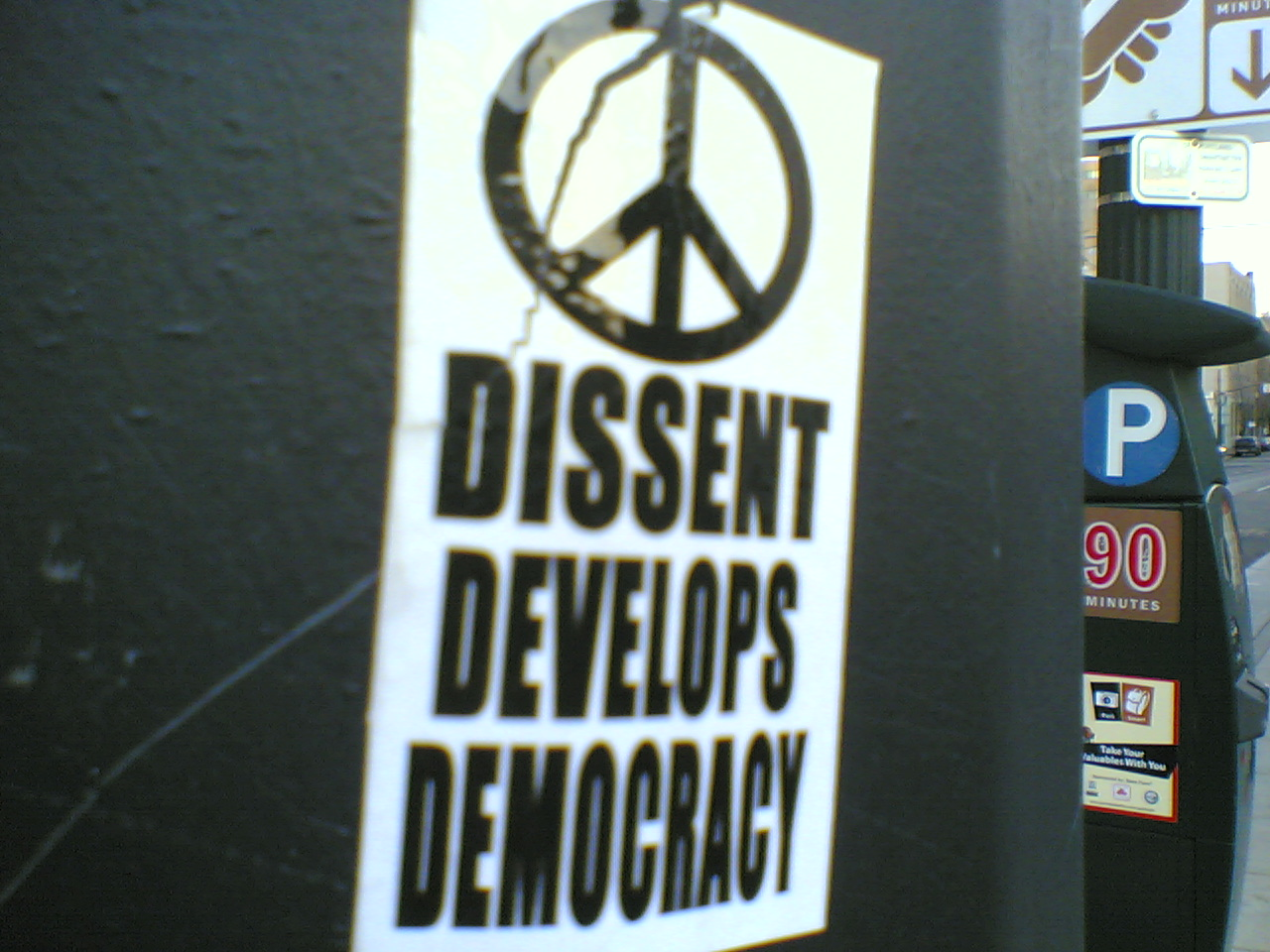
Nhãn dán nghệ thuật lập luận rằng bất đồng chính kiến là cần thiết cho dân chủ.

Bất đồng chính kiến là một tình cảm hoặc triết lý không đồng ý hoặc phản đối ý tưởng phổ biến (ví dụ: chính sách của chính phủ) hoặc một thực thể (ví dụ: một cá nhân hoặc Đảng chính trị hỗ trợ các chính sách đó). Từ trái nghĩa của thuật ngữ bao gồm thỏa thuận, đồng thuận (khi tất cả hoặc gần như tất cả các bên đồng ý về điều gì đó) và sự đồng ý, khi một bên đồng ý với một đề xuất của người khác.
Trong một số hệ thống chính trị, bất đồng chính kiến có thể được thể hiện chính thức bằng con đường chính trị đối lập, trong khi các chế độ đàn áp chính trị có thể cấm bất kỳ hình thức bất đồng chính kiến nào, dẫn đến việc đàn áp bất đồng chính kiến và không khuyến khích hoạt động xã hội hoặc chính trị. Các cá nhân không tuân thủ hoặc hỗ trợ chính sách của các quốc gia nhất định được gọi là " người bất đồng chính kiến ". Một số nhà tư tưởng đã lập luận rằng một xã hội lành mạnh không chỉ cần bảo vệ, mà còn cần khuyến khích bất đồng chính kiến.
Trong một bức thư năm 1843 gửi Arnold Ruge, Karl Marx đã viết: "nếu xây dựng tương lai và giải quyết mọi thứ không phải là chuyện của chúng ta, thì rõ ràng hơn là những gì chúng ta phải hoàn thành trong hiện tại: Tôi đang đề cập đến sự chỉ trích tàn nhẫn đối với tất cả những gì đang tồn tại, tàn nhẫn cả về ý nghĩa không sợ kết quả mà nó đạt được và theo nghĩa là chỉ sợ một chút đối với việc phải xung đột với các quyền lực đang tồn tại".